# Orosaurus capensis
 Orosaurus capensis es la única especie conocida del género dudoso extinto  Orosaurus  (gr. «lagarto de la montaña») de dinosaurio sauropodomorfo plateosáurido, que vivió a finales del período Triásico, hace aproximadamente 210 millones de años, en el Noriense, en lo que es hoy África. Encontrado en las montañas Stormberg, Sudáfrica. Conocido solo por una tibia fragmentada que Huxley pensó que se trataba de un fémur. Sobre el nombre, Huxley nombró a la especie que Lydekker proveyó cuando lo retituló «Orinosaurus» en la creencia equivocada que Orosaurus estaba preocupado por Oreosaurus. Se lo ha considerado sinónimo de Euskelosaurus, bajo la especie Euskelosaurus capensis, aunque otro piensan que se trata de un E. browni de gran tamaño. Fue descrito por primera vez por Thomas Henry Huxley en 1867 basado en el holotipo NHMUK R1626, un extremo proximal de una tibia izquierda, mal identificado como un fémur distal. Sin embargo, Huxley se negó a proporcionar un nombre de especie. En su catálogo de 1889 de reptiles fósiles en el Museo de Historia Natural de Londres, Richard Lydekker consideró erróneamente a Orosaurus preocupado por el género de lagartos Oreosaurus y acuñó Orinosaurus capensis para NHMUK R1626. Junto con Euskelosaurus, Lydekker considera Orosaurus, Orinosaurus de su uso, para ser un dinosaurio ornitisquio. von Huene en 1940 trató a Orosaurus como una especie de Euskelosaurus, como E. capensis. van Heerden en 1979 consideró a Orosaurus un sinónimo de Euskelosaurus. Sin embargo, Gauffre en 1996 refirió a Orosaurus a su nomen ex dissertationae Kholumolumosaurus junto con Meroktenos y Plateosauravus. Mientras tanto, Orosaurus fue incluido como nomen dubium en la segunda edición de Dinosauria.